# Zitouna
Zitouna (em árabe: الزيتونة) é uma cidade e comuna localizada na província de El Tarf, Argélia. Segundo o censo de 2008, a população total da cidade era de 9 736 habitantes.